# Elliott Murphy

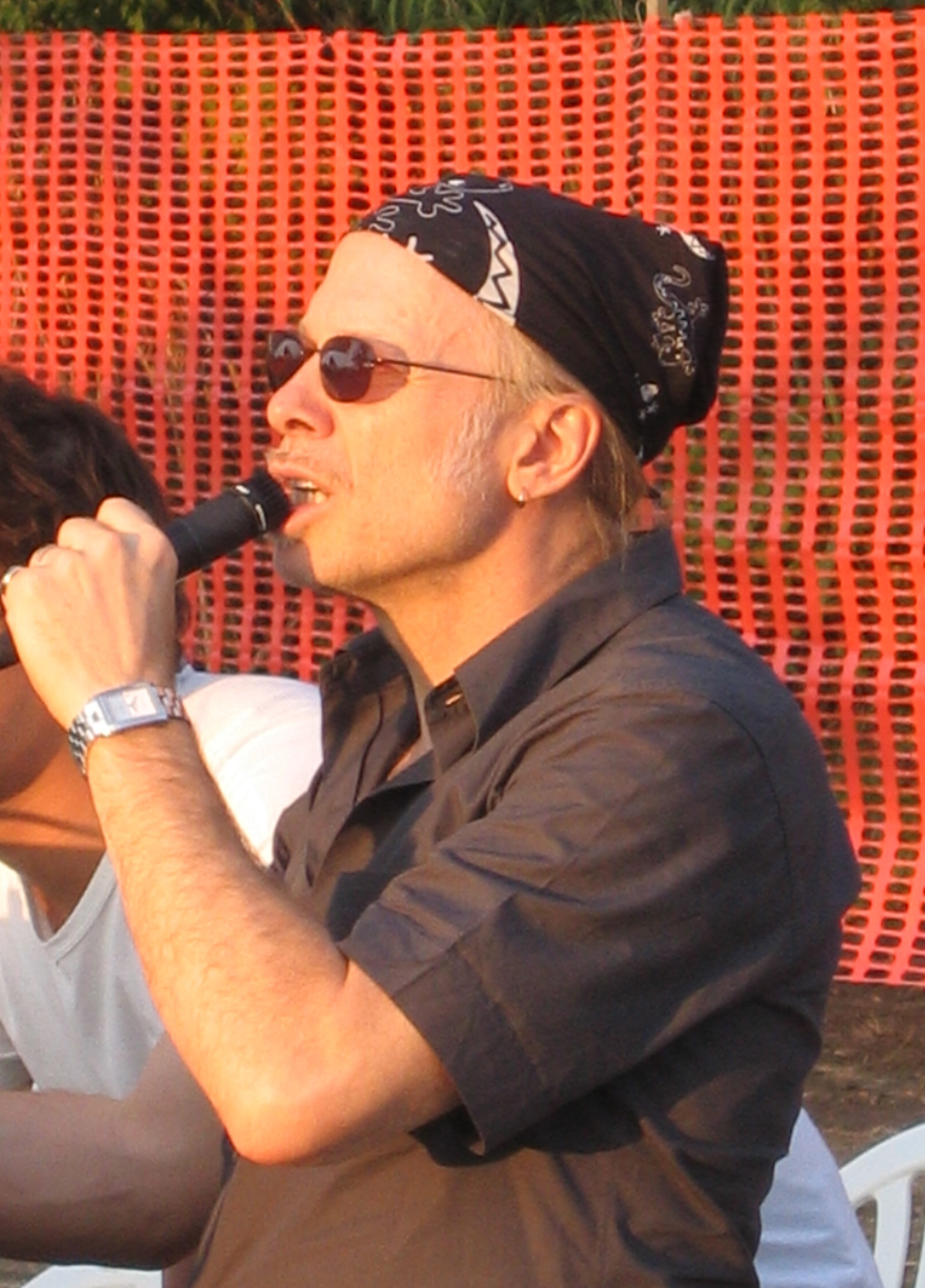
Elliott Murphy, 2005

Elliott Murphy (* 16. März 1949 in New York) ist ein US-amerikanischer Sänger und Songschreiber.

## Leben
Murphy wuchs in einer wohlhabenden Familie in New York auf. Er begann als Jugendlicher in Bands zu spielen. Ende der 1960er ging er mit seinem Bruder Matthew nach Europa. Hier lebten sie als Straßenmusiker, wobei Elliott die Songs schrieb. 1972 spielte er eine kleine Rolle in Fellinis Roma.
Kurz danach kehrte er nach New York zurück und gründete eine neue Band namens Aquashow. Diese benannte sich nach einem Freizeitpark, der seinem Vater gehörte. 1973 veröffentlichte er das selbstbetitelte Debüt-Album der Band. Kommerziell war Elliott mit seinen Alben wenig erfolgreich, auch wenn er von der Rockpresse als der „neue Dylan“ gefeiert wurde. Er spielte in angesagten New-Yorker Clubs wie dem Max’s Kansas City und in Galerien, so dass er sich einen Kultruf erspielte. Er musizierte mit Künstlern aus dem Umfeld von Lou Reed und Jonathan Richmans Modern Lovers, wie dem Bassisten Ernie Brooks. Mit den New York Dolls, der Patti Smith Group und anderen bildete er die New-Yorker Art-Rock-Szene, wobei er als klassischer Singer/Songwriter mit Begleitgruppe in Erscheinung trat.
Auf seinem 1976 in London aufgenommenen Album Just a Story from America sind so namhafte Musiker wie Phil Collins, Mick Taylor und Bruce Springsteen sowie der Knabenchor der St Paul’s Cathedral vertreten.
Die EP Affairs mit sechs Liedern veröffentlichte Murphy 1980 auf seinem eigenen Label. Seit dieser Zeit tourt er auch bis heute regelmäßig in Europa und verlegte schließlich 1990 seinen Wohnsitz nach Frankreich, wo er bereits 1985 bei New Rose Records unterschrieben hatte. Das Album Party Girls/Broken Poets wurde für den New-Yorker-Music-Award nominiert. Milwaukee (1986) wurde von Jerry Harrison (Talking Heads) produziert. Mit Hot Point (1989) veröffentlichte er ein Livealbum, mit „Special Guest“ Chris Spedding als Leadgitarrist.
Auf seinem Debütalbum für Blue Rose Records Selling The Gold (1995) wurde Murphy von Andy Newmark (Roxy Music), Chucho Merchan (Studiomusiker der Eurythmics) und Luis Jardim (Studiomusiker der Rolling Stones) begleitet. „Special Guests“ auf dem Album waren Bruce Springsteen, bei dessen Europa-Konzerten er auch als Überraschungsgast auftrat, und die Violent Femmes.
Das Album „La Terre Commune“ nahm er als Duo mit Iain Matthews auf, der ebenfalls bei Blue Rose unter Vertrag war. Mit dem französischen Gitarristen Olivier Durand tritt er live ebenfalls als Duo bzw. ergänzt um weitere Musiker in Gruppenstärke auf, wobei er pro Jahr über 100 Konzerte gibt.
Elliott Murphy veröffentlichte Kurzgeschichten und einen Roman (Cold and Electric).
Er ist mit Françoise Viallon-Murphy verheiratet und hat mit ihr einen Sohn.

## Diskografie
- 1973: Aquashow
- 1975: Lost Generation
- 1976: Night Lights
- 1977: Just a Story from America
- 1980: Affairs
- 1982: Murph The Surf
- 1984: Party Girls And Broken Poets
- 1986: Milwaukee
- 1987: Aprés le Déluge
- 1988: Change Will Come
- 1989: Hot Point (Live)
- 1990: 12 (in den USA unter dem Titel Unreal City 1993 mit abweichender Compilation veröffentlicht)
- 1991: If Poets Were King
- 1993: Unreal City
- 1995: Selling The Gold
- 1998: Beauregard
- 1999: April
- 2000: Rainy Season
- 2000: La Terre Commune mit Iain Matthews
- 2001: Last Of The Rock Stars
- 2002: Soul Surfing
- 2002: Soul Surfing – The Next Wave
- 2003: Strings Of The Storm
- 2005: Murphy Gets Muddy
- 2007: Coming home again
- 2008: Notes from the Underground
- 2009: Alive in Paris
- 2010: Just For One Day
- 2010: Elliott Murphy
- 2011: Just A Story From New York
- 2013: It Takes A Worried Man
- 2014: Intime
- 2015: Aquashow Deconstructed
- 2017: Prodigal Son
- 2018: Elliott Murphy Is Alive!
- 2019: Richochet
- 2020: The Middle Kingdom
- 2022: Wonder